# Kongres Nowej Kaledonii
Kongres Nowej Kaledonii (fr. Congrès de la Nouvelle-Calédonie) – zgromadzenie parlamentarne Nowej Kaledonii, funkcjonujące od 1999, powstałe na mocy porozumienia z Numei z 1998. Kongres Nowej Kaledonii został ustanowiony ustawą z 19 marca 1999, nadającą Nowej Kaledonii specjalny status. Ustawa ta nadaje Kongresowi dwa ważne uprawnienia: możliwość stanowienia prawa lokalnego (lois du pays) oraz powoływania rządu Nowej Kaledonii.
Powstanie Kongresu stanowi kolejny krok w transferze władzy z Francji metropolitalnej do Nowej Kaledonii. Wcześniej istniejące instytucje (Rada Generalna, Conseil général, 1884–1957, Zgromadzenie Terytorialne, Assemblée territoriale, 1957–1985 oraz Kongres Terytorium, Congrès du territoire, 1985–1999) miały bardziej ograniczone uprawnienia. Kolejnym etapem miało być referendum w sprawie niepodległości terytorium przewidziane na rok 2018.
Kongres Nowej Kaledonii składa się z 54 członków, którzy reprezentują Wyspy Lojalności (7 członków), Prowincję Południową (15) oraz Prowincję Północną (32). Wybory odbywają się co 5 lat. Pierwsze wybory do Kongresu odbyły się w maju 1999.

## Skład Kongresu 2014–2019[4]
| partia polityczna | %      | mandaty | +/− |
| --- | ------ | ------- | --- |
| Kaledonia Razem (Caledonie Ensemble)                                                                                           | 26,05% | 15      | 2   |
| Zgromadzenie-UMP (Le Rassemblement-UMP)                                                                                        | 12,97% | 7       | 8   |
| Unia Kaledońska (Union calédonienne)                                                                                           | 12,92% | 9       | 1   |
| Unia na rzecz Kaledonii we Francji (Union pour la Calédonie dans la France) (MPC – 3 mandaty, RPC – 2 mandaty, MRC – 1 mandat) | 11,91% | 6       | 4   |
| Construisons notre nation arc-en-ciel                                                                                          | 11,67% | 6       | 3   |
| UNI – FLNKS (L'Union nationale pour l'indépendance - Front de libération nationale kanak et socialiste)                        | 10,38% | 7       | 1   |
| Partia Pracy (Parti travailliste)                                                                                              | 3,49%  | 1       | 3   |
| Front Narodowy (Front national (Nouvelle-Calédonie))                                                                           | 2,57%  | 0       |     |
| Entente provinciale Nord | 2,08%  | 1       |     |
| Socjalistyczne Wyzwolenie Kanaków (Libération kanak socialiste)                                                                | 1,49%  | 1       |     |
| Unir et construire dans le renouveau                                                                                           | 1,49%  | 1       |     |